# 740 (číslo)
Sedm set čtyřicet je přirozené číslo. Následuje po čísle sedm set třicet devět a předchází číslu sedm set čtyřicet jedna. Římskými číslicemi se zapisuje DCCXL a řeckými číslicemi ψμ.

## Matematika
740 je:
- Abundantní číslo
- Složené číslo
- Nešťastné číslo

## Astronomie
- (740) Cantabia je planetka hlavního pásu, kterou objevil v roce 1913 Joel Hastings Metcalf

## Roky
- 740
- 740 př. n. l.